# Augustín Ráth
Augustín Ráth, plným jménem Kazimír Augustín Ráth (2. června 1873 Ružomberok – 12. března 1942 Bratislava), byl slovenský právník, advokát a profesor občanského práva, rektor Univerzity Komenského v Bratislavě a první děkan její právnické fakulty. Patřil k nejvýznamnějším slovenským právním teoretikům meziválečného období se zaměřením na filosofickou a sociologickou problematiku právní vědy. Specializoval se na slovenské zvykové a rodinné právo, sepětí práva a morálky a studium orientálních a judaistických právních pramenů. Používal také literární pseudonym Kazimír Konšel, a jméno se v tisku objevuje ve variantách August, Gustav.

## Život a působení
Otec, též Augustin, byl zámečnický mistr, matka Lukrécia (1853–1891) pocházela ze známého ružomberského rodu Krčméry. Augustín studoval na církevních gymnáziích v Ružomberku, Levoči a Egeru (maturitu složil roku 1891). Absolvoval právnickou fakultu na univerzitě v Kluži a roku 1897 byl na fakultě státních a právních věd budapešťské Královské uherské univerzity po složení rigorózních zkoušek promován doktorem práv. Praxi advokátního koncipienta vykonal v Martine a Myjavě. V roce 1899 složil advokátské zkoušky a v Námestově převzal po tehdy padesátiletém Pavolu Országhovi Hviezdoslavovi advokátní praxi, kterou zde vykonával deset let. Manželka Augustina Rátha později vzpomínala na dům P. O. Hviezdoslava ve Slovenském denníku. Kromě právní činnosti zde Ráth založil politicko-společenský měsíčník Orava. Při volbách do uherského národního sněmu v roce 1906 jako kandidát Slovenské ľudové strany za dolnokubínský volební okres a blízký spolupracovník Andreje Hlinky obdržel 1224 hlasů oproti 1454 hlasům maďarského protikandidáta Csitáriho.
Byl členem představenstva Úvernej banky v Ružomberku, ve své době jediném ryze slovenském bankovním domě, která se z lokálního úvěrového ústavu vypracovala na přední místo slovenských bank. Kolem roku 1910 se stala Úverná banka největší slovenskou bankou, závislou na pražské Živnobance.
V kanonickém procesu zastupoval Andreje Hlinku v jeho sporu s biskupem Alexandrem Párvym. Z důvodu finančních problémů Ľudových novín, v nichž působil, se redakce tohoto listu v dubnu 1910 přestěhovala na popud Andreje Hlinky do Bratislavy a noviny byly přejmenovány. Předsedou redakce se stal A. Hlinka, dále v ní působil Ján Vojtaššák a hlavním redaktorem těchto nových Slovenských ľudových novín se stal až do března 1911 A. Ráth. V roce 1912 ze Slovenské ľudové strany vystoupil.
Od listopadu roku 1909 až do vypuknutí války v roce 1914 vykonával advokátskou praxi v Bratislavě (dnes již neexistující Cesta arcikňaza Fridricha č. 12). Během první světové války působil jako sedriální soudce v Novém Sadě, Valjevě a Kruševaci, i jako vojenský soudce na obsazených srbských územích. Byl vyznamenán rytířským stupněm řádu Františka Josefa s vojenskou dekorací. Po první světové válce působil od roku 1919 na žádost srbochorvatské strany jako sekční ředitel na bělehradském ministerstvu spravedlnosti, kde měl na starosti legislativu a organizaci soudnictví nově vzniklého Království Srbů, Chorvatů a Slovinců. Za své zásluhy byl vyznamenán řádem sv. Sávy. Následně působil v Československo-jihoslovanské lize.
V nové Československé republice krátce působil na ministerstvu spravedlnosti, věnoval se řešení právního dualismu a roku 1920 byl ministrem Vavrem Šrobárem povolán jako sekční šéf na ministerstvo unifikací, v Praze bydlel v Dittrichově ul. č. 24, 2. patro (dnes č. 22). Téhož roku se habilitoval na české právnické fakultě a už o rok později (jmenován T. G. Masarykem dne 20. 5. 1921) se jako řádný profesor občanského práva vrátil do Bratislavy, aby se zde stal prvním děkanem Právnické fakulty Univerzity Komenského. Tuto funkci vykonával ve třech obdobích (1920–1921, 1923–1924, 1927–1928), jako proděkan působil v letech 1924–1925 a 1928–1929. Mezi roky 1921–1922 byl také rektorem celé univerzity, následně pak v letech 1922–1923 působil jako prorektor. V letech 1929–1930 uspořádal přednáškové turné po USA.
Celý zbytek života pilně přednášel a působil v právních vědách a udržoval na Slovensku čilý společenský život. Zemřel po delší chorobě 12. března 1942. Pochován je v rodinném hrobu v Bratislavě-Ružinově, sektor 22, č. 696. Po politických změnách v roce 1948 slovenští vládní představitelé odmítli žádost univerzity o zhotovení a umístění Ráthovy busty ve vstupní hale Komenského univerzity.

## Rodina
Udržoval čilé styky s představiteli české, slovansky orientované, inteligence a dne 10. 2. 1900 se v Praze oženil s učitelkou, překladatelkou, publicistkou a etnoložkou Růženou, roz. Kolářovou (30. srpna 1872 Praha – 22. října 1959 Bratislava), dcerou profesora slovanských jazyků Josefa Koláře (1830–1910). Byla členkou výboru ženského spolku Živena při Muzeálnej slovenskej spoločnosti.
Z jejich manželství se narodily čtyři děti. Nejstarší syn Olgerd Blažej Ráth (3. února 1901 Námestovo – 23. února 1921 Praha), student medicíny na Karlově universitě, pohřben v Praze v rodinném hrobu Ráthova tchána Josefa Koláře.
Druhá v pořadí byla dcera Mária ad Nives Margelona, „Mahuliena“ (4. srpna 1902 – 21. března 1943, pohřb. Ružomberok), studovala právo, provdala se v roce 1922 za MUDr. Karola Krčméryho (5. března 1887 Dumbrăveni – 18. března 1934 Trnava, pohřb. Ružomberok), tragicky zesnulého primáře Župní nemocnice v Trnavě. Mahuliena Krčméry byla také předsedkyní ve Slovenském katolickém skautingu SKS.
Třetím dítětem byl JUDr. Eliáš Martin Ráth, „Ilja“ (12. listopadu 1904 Námestovo – 25. září 1987 Bratislava), poválečný diplomat v Londýně a v sekretariátu OSN v New Yorku. Vystudoval práva a historii v Bratislavě. Eliáš dále studoval v letech 1924–1925 v USA (Indiana University Bloomington) a roku 1928 v Londýně (London school of economics and political sciences). Před přerušením diplomatických styků s Vatikánem v roce 1950 vykonával složitou funkci posledního československého diplomata (chargé d’affaires) u Svatého stolce. Po stažení do Československa mu byla jako nečlenovi KSČ ukončena také jeho kariéra v diplomatických službách.
Nejmladším synem byl JUDr. Askold Servác Ráth (13. května 1907 Bratislava – 1982), který se věnoval také básnictví.

## Publikační a spolková činnost
Augustin Ráth byl prvním předsedou Učenej spoločnosti Šafárikovej a vykonával také funkci předsedy slovenské odbočky Státovědní společnosti. Od 29. června 1924 byl zakládajícím členem Slovenské župy Ústřední jednoty československých šachistů, jejíž předsedou byl Dr. Vavro Šrobár.
Augustin Ráth působil v mnoha unifikačních a zkouškových komisích (pro státní zkoušky, pro jednotné soudcovské a notářské zkoušky, pro absolventy bývalých maďarských právnických fakult v Bratislavě a Košicích, stavební komisi Univerzity Komenského).
V roce 1907 zpracoval pro Ottův slovník naučný heslo Moderní ústava. Dále napsal:
- Otáznik k sbieraniu slovenského obyčajového práva[43] (1906–1907)
- Moja programová reč vo volebnom okrese novobanskom v aprili 1906 (Námestovo, 1906, 16 s.)
- Práva a povinnosti medzi mužom a ženou v Uhorsku (Praha: Alois Wiesner, 1906, 59 s.)
- Úver hypotekárny a zmenkový (1911)
- Maličkosť z terminológie (1919)
- Socializácia súkromného práva (1921)
- Predslov k slávnostnej promócii doktora honoris causa pána prezidenta Dr. Edvarda Beneša na univerzite Komenského v Bratislave (1937)

## Význam
Augustín Ráth byl svého času jediným slovenským profesorem práva. Stal se tak zakladatelem slovenské teorie soukromého práva, zabýval se právními dějinami a otázkami právní filosofie. Byl významně slovensky vlastenecky orientován, buditelsky pracoval pro slovenský lid a spolupracoval Andrejem Hlinkou, se kterým se však později názorově rozešel. Je zmiňován Karlem Čapkem v monografii Hovory s T. G. Masarykem: „Koncem devadesátých let byla schůze Slováků v Martine; oposice, mladší křídlo, Šrobár, Makovický, Ráth, zašli ke mě na Bystričku; mluvil jsem s nimi o slovenském programu, o práci kulturní a politické – z toho vznikla revue Hlas; to bylo v roce devadesát osm.“ Byl rozhodným zastáncem myšlenky společného československého státu a vymezoval se proti nucenému odchodu Čechů ze Slovenského státu. Stejně rozhodně odmítal myšlenky komunismu. V současnosti[kdy?] se bádání o jeho životě a odkazu věnuje zejména doc. PhDr. Jozef Vozár, CSc., ze Slovenské akademie věd, autor monografie Augustín Ráth. Prvý slovenský rektor Univerzity Komenského v edici Významní slovenskí právníci a publikace Významní slovenskí právnici z Liptova.